# Syrisca russula
Espèce
Syrisca russula est une espèce d'araignées aranéomorphes de la famille des Miturgidae.

## Distribution
Cette espèce est endémique d'Éthiopie.

## Description
La carapace de la femelle holotype mesure 7,2 mm de long sur 5,7 mm et l'abdomen 8 mm de long.

## Publication originale
- Simon, 1886 : Études arachnologiques. 18e Mémoire. XXVI. Matériaux pour servir à la faune des Arachnides du Sénégal. (Suivi d'une appendice intitulé: Descriptions de plusieurs espèces africaines nouvelles). Annales de la Société Entomologique de France, sér. 6, vol. 5, p. 345-396 (texte intégral).